# Harald Fesl
Harald Fesl (* 3. August 1962) ist ein ehemaliger österreichischer Fußballspieler.

## Karriere
Fesl spielte bis 1982 für den HSV Wals. Zur Saison 1982/83 wechselte er zum Erstdivisionär SV Austria Salzburg. Sein Debüt in der 1. Division gab er im August 1982, als er am ersten Spieltag jener Saison gegen den Wiener Sport-Club in der 72. Minute für Gerhard Perlak eingewechselt wurde. Im April 1983 erzielte er bei einer 5:2-Niederlage gegen den SK Rapid Wien sein erstes Tor in der höchsten österreichischen Spielklasse.
Nach einer Saison bei Austria Salzburg wechselte Fesl 1983 zum Zweitligisten Salzburger AK 1914. Mit dem SAK wurde er 1985 Meister der 2. Division und stieg somit in die höchste Spielklasse auf. Nach einer Saison in der höchsten Spielklasse stieg er mit dem Verein als Letzter des „Mittleren Playoffs“ wieder in die 2. Division ab. 1988 folgte schließlich auch der Abstieg in die drittklassige Regionalliga. Daraufhin verließ Fesl den Verein.
Ab Jänner 1990 spielte er für den Regionalligisten ASVÖ FC Puch. Im Jänner 1991 wechselte er zum oberösterreichischen Landesligisten Union Vöcklamarkt, für den er eineinhalb Jahre spielte. In der Saison 1992/93 war er für den SV Kuchl aktiv.
1993 schloss er sich dem SV Wals-Grünau an. Ab 1995 spielte Fesl für die Amateure des SV Austria Salzburg. In weiterer Folge war er noch für Wals-Grünau, den UFC Siezenheim und den HSV Wals aktiv, ehe er 2005 seine Karriere beendete.